# Colocleora
Colocleora is een geslacht van vlinders van de familie spanners (Geometridae), uit de onderfamilie Ennominae.

## Soorten
- C. abdicata Herbulot, 1975
- C. acharis Herbulot, 1962
- C. albicurvata (Bastelberger, 1909)
- C. anisoscia Prout, 1938
- C. ankoleensis Carcasson, 1965
- C. ansorgei (Warren, 1901)
- C. bellula Prout, 1938
- C. bergeri Herbulot, 1975
- C. bilobata Herbulot, 1975
- C. binoti Herbulot, 1983
- C. bipannosa Prout, 1938
- C. burgeoni (Prout, 1934)
- C. calcarata Herbulot, 1972
- C. catalai Prout, 1938
- C. cellularis Herbulot, 1973
- C. cinnamomoneura Prout, 1938
- C. clarivenata (Prout, 1918)
- C. clio Viette, 1974
- C. collenettei Prout, 1938
- C. comoraria (Oberthür, 1913)
- C. chrysomelas Viette, 1975
- C. delos Viette, 1974
- C. derennei Herbulot, 1975
- C. dichroma Herbulot, 1978
- C. disgrega Prout, 1938
- C. divisaria (Walker, 1860)
- C. ducleri Herbulot, 1983
- C. erato Viette, 1974
- C. euplates (Prout, 1925)
- C. euterpe Viette, 1974
- C. expansa (Warren, 1899)
- C. faceta (Prout, 1934)
- C. grisea (Janse, 1932)
- C. hegemonica (Prout, 1932)
- C. herbuloti Viette, 1974
- C. inaequivalis Herbulot, 1987
- C. indivisa (Prout, 1927)
- C. ingloriosa Herbulot, 1997
- C. lambillionei Herbulot, 1975
- C. lambillioni Herbulot, 1975
- C. leucostephana Prout, 1938
- C. linearis Herbulot, 1985
- C. malvina Herbulot, 1982
- C. melancheima Prout, 1938
- C. monogrammaria (Mabille, 1890)
- C. nampouinei Viette, 1974
- C. oncera Prout, 1938
- C. opisthommata Prout, 1938
- C. orthogonalis Viette, 1974
- C. perpectinata Prout, 1938
- C. poliophasma Fletcher D. S., 1958
- C. polyplanes Prout, 1938
- C. polysemna Prout, 1938
- C. potaenia (Prout, 1915)
- C. probola Prout, 1938
- C. prona Prout, 1938
- C. proximaria (Walker, 1860)
- C. pulverosa Warren, 1904
- C. ramosa Herbulot, 1973
- C. refulgens (Herbulot, 1965)
- C. sanghana Herbulot, 1985
- C. sciabola Prout, 1938
- C. simulatrix (Warren, 1899)
- C. smithi (Warren, 1904)
- C. splendens Herbulot, 1954
- C. spuria (Prout, 1915)
- C. suffumosa Prout, 1938
- C. thalie Viette, 1974
- C. turlini Herbulot, 1982
- C. umbrata Prout, 1938